# 魚骨狀交错层理

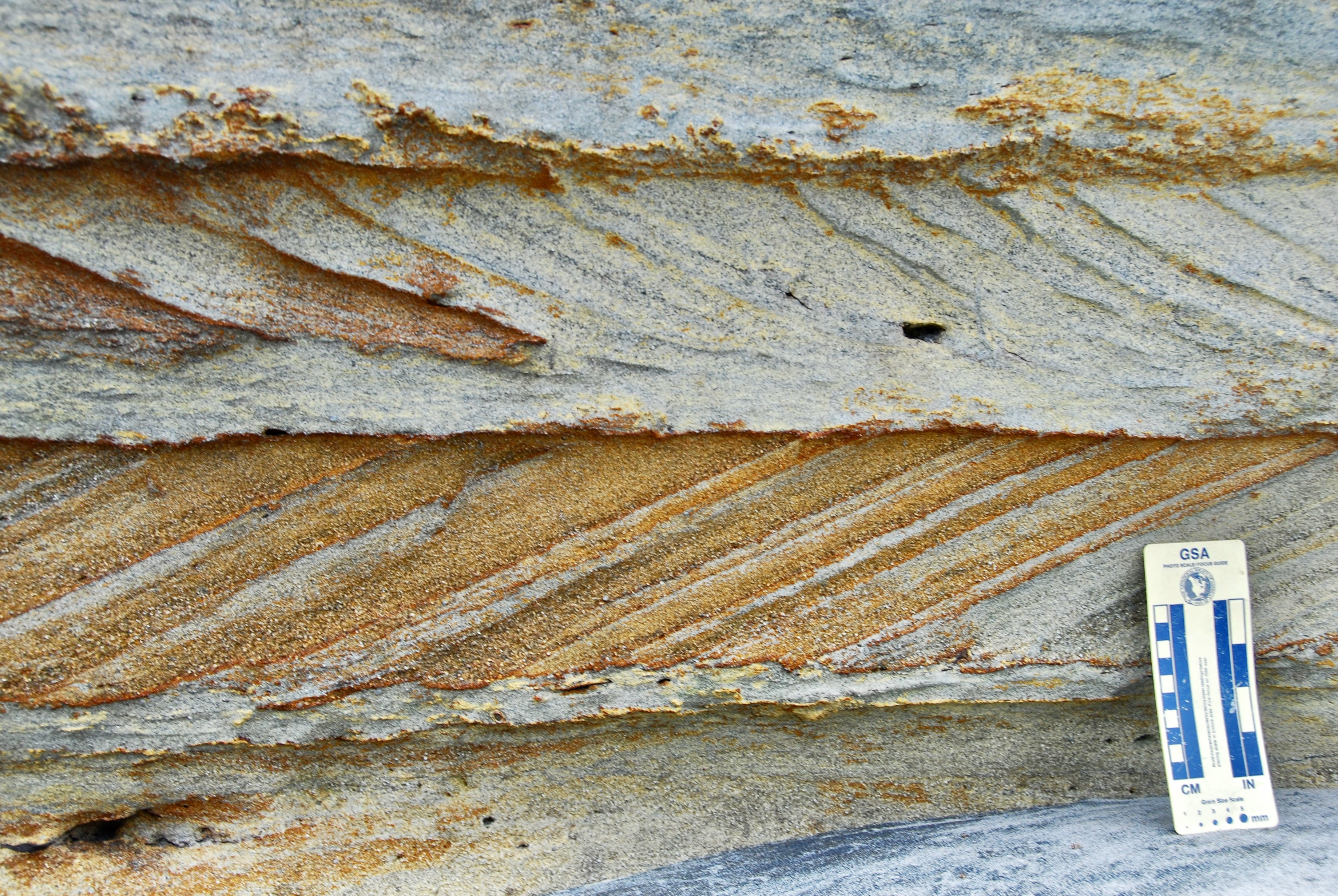
潮灘渠道的魚骨狀交错层理，標本取自始新世Delmar層，加州

魚骨狀交错层理（英語：Herringbone cross-stratification）
是在潮灘地區形成的一種沉積結構，其中水流有週期性地反方向流動。

### 形成
根據交錯層理形成機制，在上游的沙粒躍移到沙丘高峰堆積，當堆積的沙粒達到休止角時，沙粒會被流體帶動滾落到沙丘的下游坡如同雪崩。反复的雪崩就造成交錯層理，其傾斜方向與水流方向一致。
在潮汐區水的流動常具有雙方向，因此形成的交錯層理方向相反。這些交錯層理叠交替加后，就形成相似魚的骨架結構但這些沉積結構並不常見，因為它們要求兩個方向的水流相等，這在自然界中很少發生。